# أناموسا
أناموسا (بالإنجليزية: Anamosa, Iowa)‏ هي مدينة تقع في ولاية آيوا في الولايات المتحدة. تبلغ مساحة هذه المدينة 6.76 (كم²)، وترتفع عن سطح البحر 253 م، بلغ عدد سكانها 5533 نسمة في عام 2012 حسب إحصاء مكتب تعداد الولايات المتحدة.

## التركيبة السكانية
قام مكتب تعداد الولايات المتحدة بتحديد بيانات التركيبة السكانية لأناموسافي تعداد الولايات المتحدة. في ما يلي، التركيبة السكانية حسب تعدادي 2000 و2010.

### تعداد عام 2000
بلغ عدد سكان أناموسا 5,494 نسمة بحسب تعداد عام 2000، وبلغ عدد الأسر 1,750 أسرة وعدد العائلات 1,135 عائلة مقيمة في المدينة. في حين سجلت الكثافة السكانية 2,453.4 نسمة لكل ميل مربع (947.3/كم2). وبلغ عدد الوحدات السكنية 1,884 وحدة بمتوسط كثافة قدره 841.3 نسمة لكل ميل مربع (324.8/كم2).
وتوزع التركيب العرقي للمدينة بنسبة 90.70% من البيض و 0.71% من الأمريكيين الأصليين و 0.51% من الأمريكيين ذوي الأصول الآسيوية و 6.06% من الأمريكيين الأفارقة و 1.33% من عرقين مختلطين أو أكثر.
بلغ عدد الأسر 1,750 أسرة كانت نسبة 30.6% منها لديها أطفال تحت سن الثامنة عشر تعيش معهم، وبلغت نسبة الأزواج القاطنين مع بعضهم البعض 50.2% من أصل المجموع الكلي للأسر، ونسبة 11.9% من الأسر كان لديها معيلات من الإناث دون وجود شريك، وكانت نسبة 35.1% من غير العائلات. تألفت نسبة 29.7% من أصل جميع الأسر من أفراد ونسبة 14.9% كانوا يعيش معهم شخص وحيد يبلغ من العمر 65 عاماً فما فوق. وبلغ متوسط حجم الأسرة المعيشية 2.89، أما متوسط حجم العائلات فبلغ 2.35.
بلغ العمر الوسطي للسكان 36 عاماً. وكانت نسبة 11.1% بين الثامنة عشر والأربعة وعشرون عاماً، ونسبة 35.5% كانت واقعةً في الفئة العمرية ما بين الخامسة والعشرون حتى والأربعة وأربعون عاماً، ونسبة 19.3% كانت ما بين الخامسة والأربعون حتى الرابعة والستون، ونسبة 14.5% كانت ضمن فئة الخامسة والستون عاماً فما فوق. يوجد لكل 100 أنثى 145.8 ذكر، ويوجد لكل 100 أنثى في الثامنة عشر من عمرها فما فوق 158.8 ذكر.
بلغ متوسط دخل الأسرة في المدينة 33,284 دولار، أما متوسط دخل العائلة فبلغ 39,702 دولار. وكان متوسط دخل الذكور 31,938 دولار مقابل 25,248 دولار للإناث. وسجل دخل الفرد الخاص بالمدينة 18,585 دولار. وكانت نسبة 7.1% من العائلات ونسبة 8.1% من السكان تحت خط الفقر، وكان من هؤلاء نسبة 12.7% تحت سن الثامنة عشر ونسبة 2.8% في الخامسة والستين من العمر وما فوق.

### تعداد عام 2010
بلغ عدد سكان أناموسا 5,533 نسمة بحسب تعداد عام 2010، وبلغ عدد الأسر 1,941 أسرة وعدد العائلات 1,163 عائلة مقيمة في المدينة. في حين سجلت الكثافة السكانية 2,128.1 نسمة لكل ميل مربع (821.7/كم2). وبلغ عدد الوحدات السكنية 2,105 وحدة بمتوسط كثافة قدره 809.6 لكل ميل مربع (312.6/كم2).
وتوزع التركيب العرقي للمدينة بنسبة 91.1% من البيض و 0.4% من الأمريكيين الأصليين و 0.7% من الأمريكيين ذوي الأصول الآسيوية و 6.4% من الأمريكيين الأفارقة و 0.9% من عرقين مختلطين أو أكثر.
بلغ عدد الأسر 1,941 أسرة كانت نسبة 30.1% منها لديها أطفال تحت سن الثامنة عشر تعيش معهم، وبلغت نسبة الأزواج القاطنين مع بعضهم البعض 41.4% من أصل المجموع الكلي للأسر، ونسبة 13.4% من الأسر كان لديها معيلات من الإناث دون وجود شريك، بينما كانت نسبة 5.2% من الأسر لديها معيلون من الذكور دون وجود شريكة وكانت نسبة 40.1% من غير العائلات. تألفت نسبة 34.5% من أصل جميع الأسر من أفراد ونسبة 17.1% كانوا يعيش معهم شخص وحيد يبلغ من العمر 65 عاماً فما فوق. وبلغ متوسط حجم الأسرة المعيشية 2.87، أما متوسط حجم العائلات فبلغ 2.25.
بلغ العمر الوسطي للسكان 39.6 عاماً. وكانت نسبة 19.6% من القاطنين تحت سن الثامنة عشر، وكانت نسبة 8.8% بين الثامنة عشر والأربعة وعشرون عاماً، ونسبة 29.8% كانت واقعةً في الفئة العمرية ما بين الخامسة والعشرون حتى والأربعة وأربعون عاماً، ونسبة 24.6% كانت ما بين الخامسة والأربعون حتى الرابعة والستون، ونسبة 17.2% كانت ضمن فئة الخامسة والستون عاماً فما فوق. وتوزع التركيب الجنسي للسكان بنسبة 56.8% ذكور و43.2% إناث.